# Еддіс (Луїзіана)
Еддіс (англ. Addis) — місто (англ. town) в США, в окрузі Вест-Батон-Руж штату Луїзіана. Населення — 6731 особа (2020).

## Географія
Еддіс розташований за координатами 30°21′55″ пн. ш. 91°15′55″ зх. д. / 30.36528° пн. ш. 91.26528° зх. д. (30.365193, -91.265227).  За даними Бюро перепису населення США в 2010 році місто мало площу 10,91 км², з яких 10,89 км² — суходіл та 0,02 км² — водойми.

## Демографія
Згідно з переписом 2010 року, у місті мешкали 3593 особи в 1333 домогосподарствах у складі 970 родин. Густота населення становила 329 осіб/км².  Було 1441 помешкання (132/км²).
Расовий склад населення:
| - 69,1 % — білих - 28,4 % — чорних або афроамериканців - 0,8 % — азіатів - 0,2 % — корінних американців |

До двох чи більше рас належало 1,0 %. Частка іспаномовних становила 1,8 % від усіх жителів.
За віковим діапазоном населення розподілялося таким чином: 27,8 % — особи молодші 18 років, 63,9 % — особи у віці 18—64 років, 8,3 % — особи у віці 65 років та старші. Медіана віку мешканця становила 31,2 року. На 100 осіб жіночої статі у місті припадало 95,3 чоловіків;  на 100 жінок у віці від 18 років та старших — 91,0 чоловіків також старших 18 років.
Середній дохід на одне домашнє господарство  становив 70 524 долари США (медіана — 60 063), а середній дохід на одну сім'ю — 71 384 долари (медіана — 62 796). Медіана доходів становила 60 479 доларів для чоловіків та 41 458 доларів для жінок. За межею бідності перебувало 17,0 % осіб, у тому числі 22,5 % дітей у віці до 18 років та 12,5 % осіб у віці 65 років та старших.
Цивільне працевлаштоване населення становило 2008 осіб. Основні галузі зайнятості: освіта, охорона здоров'я та соціальна допомога — 24,3 %, виробництво — 22,5 %, будівництво — 8,6 %, публічна адміністрація — 8,2 %.